# Labrisomus
Labrisomus es un género de peces marinos de la familia de los labrisómidos, en el orden de los Perciformes.

## Especies
Existen las siguientes especies en este género:
- Labrisomus albigenys (Beebe y Tee-Van, 1928)
- Labrisomus bucciferus (Poey, 1868)
- Labrisomus conditus (Sazima, Carvalho-Filho, Gasparini y Sazima, 2009)
- Labrisomus cricota (Sazima, Gasparini y Moura, 2002)
- Labrisomus dendriticus (Reid, 1935)
- Labrisomus fernandezianus (Guichenot, 1848)
- Labrisomus filamentosus (Springer, 1960)
- Labrisomus gobio (Valenciennes, 1836)
- Labrisomus guppyi (Norman, 1922)
- Labrisomus haitiensis (Beebe y Tee-Van, 1928)
- Labrisomus jenkinsi (Heller y Snodgrass, 1903)
- Labrisomus kalisherae (Jordan, 1904)
- Labrisomus multiporosus (Hubbs, 1953)
- Labrisomus nigricinctus (Howell Rivero, 1936)
- Labrisomus nuchipinnis (Quoy y Gaimard, 1824)
- Labrisomus philippii (Steindachner, 1866)
- Labrisomus pomaspilus (Springer y Rosenblatt, 1965)
- Labrisomus socorroensis (Hubbs, 1953)
- Labrisomus striatus (Hubbs, 1953)
- Labrisomus wigginsi (Hubbs, 1953)
- Labrisomus xanti (Gill, 1860)